# 斯特恩質數
數論中，斯特恩質數（英語：Stern prime）是不能寫成質數跟非零平方數兩倍之和的質數。換言之，若{\displaystyle p}為質數，且不存在質數{\displaystyle q}和正整數{\displaystyle b}使{\displaystyle p=q+2b^{2}}，則{\displaystyle p}為斯特恩質數。最小幾個是：
2, 3, 17, 137, 227, 977, 1187, 1493 （OEIS數列A042978）。
例如：如果嘗試從137中減去前幾個平方數的雙倍，可得到{135,129,119,105,87,65,39,9}，其中沒有一個是素數。這意味著137是斯特恩素數。另一方面，139不是斯特恩素數，因為可以表達為{\displaystyle 137+2\times 1^{2}}或{\displaystyle 131+2\times 2^{2}}。149也不是斯特恩素數，因為{\displaystyle 149=131+18=131+2\times 3^{2}}。
事實上，許多素數都有不止一個這樣的表示。給定孿生質數，該對中較大的素數具有哥德巴赫表示{\displaystyle p+2=p+2\times 1^{2}}。如果該素數是四胞胎質數中的最大值，則形如p + 8，即可寫成{\displaystyle p+2\times 2^{2}}。斯隆的 A007697列出了至少有n個不同的哥德巴赫表示的奇數。萊昂哈德·歐拉觀察到，隨著數字變大，它們有更多{\displaystyle p+2b^{2}}形式的表示。所以，沒有此種表示的數，可能有上界；也就是說，斯特恩素數可能衹有有限個，甚至條目起首可能已列齊全部。根據Jud McCranie的說法，這些是前100000個素數中僅有的斯特恩素數。所有已知的斯特恩素數有比哥德巴赫表示更有效的華林表示。

除斯特恩質數外，還有奇斯特恩合數，但目前衹發現有5777和5993。哥德巴赫曾經錯誤地推測所有斯特恩數都是素數。（有關奇斯特恩數，請參閱 A060003）
哥德巴赫在給萊昂哈德·歐拉的一封信中推測，每個奇數都可以寫成{\displaystyle p+2b^{2}}，其中{\displaystyle b}為整數，{\displaystyle p}為質數。勞倫特·霍奇斯認為斯特恩在閱讀了哥德巴赫的書信之後對這個問題產生了興趣。當時，1被認為是素數，因此3可以寫成{\displaystyle 1+2\times 1^{2}}，不視為斯特恩質數。根據任一定義，列表的其餘部分保持不變。